# Rajd Dunaju 1985
Rajd Dunaju 1985 (20. Danube Rallye 1985) – 20. edycja rajdu samochodowego Rajd Dunaju rozgrywanego w Rumunii. Rozgrywany był od 14 do 15 czerwca 1985 roku. Była to szósta runda Rajdowego Pucharu Pokoju i Przyjaźni w roku 1985 oraz dwudziesta trzecia (współczynnik 1) runda ERC w roku 1985.

## Klasyfikacje rajdu
| Miejsce                      | Kierowca                     | Pilot                        | Samochód                     | Czas                         | Strata                       |                              |
| Klasyfikacja generalna i ERC | Klasyfikacja generalna i ERC | Klasyfikacja generalna i ERC | Klasyfikacja generalna i ERC | Klasyfikacja generalna i ERC | Klasyfikacja generalna i ERC | Klasyfikacja generalna i ERC |
| ---------------------------- | ---------------------------- | ---------------------------- | ---------------------------- | ---------------------------- | ---------------------------- | ---------------------------- |
| 1.                           | Attila Ferjáncz              | János Tandari                | Renault 5 Turbo              | 3:51:30                      | 0.0                          |                              |
| 2.                           | Marian Bublewicz             | Ryszard Żyszkowski           | FSO Polonez 2000             | 3:55:52                      | +4:22                        |                              |
| 3.                           | Svatopluk Kvaizar            | Jiří Janeček                 | Škoda 130 LR                 | 4:00:23                      | +8:53                        |                              |
| 4.                           | Helmuth Potche               | Colin Kolles                 | Audi Quattro                 | 4:01:29                      | +9:59                        |                              |
| 5.                           | Nikolay Bolshikh             | Igor Bolshikh                | Lada VAZ 2105 VFTS           | 4:01:36                      | +10:06                       |                              |
| 6.                           | Eedo Raide                   | Georg Valdek                 | Lada VAZ 2105 VFTS           | 4:09:17                      | +17:47                       |                              |
| 7.                           | Ludovic Balint               | Constantin Zarnescu          | Dacia 1310                   | 4:14:43                      | +23:13                       |                              |
| 8.                           | Gheorghe Urdea               | Dan Amarica                  | Dacia 1310                   | 4:18:44                      | +27:14                       |                              |
| 9.                           | Kálmán Topor                 | György Barna                 | Lada VAZ 2105 VFTS           | 4:19:23                      | +27:53                       |                              |
| 10.                          | Emre Yerlici                 | Can Ünlü                     | Peugeot 205 GTI              | 4:19:43                      | +28:13                       |                              |
| Klasyfikacja CoPaF           |                              |                              |                              |                              |                              |                              |
| 1.                           | Marian Bublewicz             | Ryszard Żyszkowski           | FSO Polonez 2000             | 3:55:52                      | 0,00                         |                              |
| 2.                           | Svatopluk Kvaizar            | Jiří Janeček                 | Škoda 130 LR                 | 4:00:23                      | +4:31                        |                              |
| 3.                           | Nikolay Bolshikh             | Igor Bolshikh                | Lada VAZ 2105 VFTS           | 4:01:36                      | +5:44                        |                              |
| 4.                           | Eedo Raide                   | Georg Valdek                 | Lada VAZ 2105 VFTS           | 4:09:17                      | +13:25                       |                              |
| 5.                           | Ludovic Balint               | Constantin Zarnescu          | Dacia 1310                   | 4:14:43                      | +18:51                       |                              |
| 6.                           | Gheorghe Urdea               | Dan Amarica                  | Dacia 1310                   | 4:18:44                      | +22:52                       |                              |
| 7.                           | Kálmán Topor                 | György Barna                 | Lada VAZ 2105 VFTS           | 4:19:23                      | +23:31                       |                              |

| Miejsce                      | Państwo                      |
| Klasyfikacja drużynowa CoPaF | Klasyfikacja drużynowa CoPaF |
| ---------------------------- | ---------------------------- |
| 1.                           | ZSRR                         |
| 2.                           | Polska                       |
| 3.                           | Rumunia                      |
| 4.                           | NRD                          |